# مقاطعة بوكانان (فيرجينيا)
 مقاطعة بوكانان  (بالإنجليزية:  Buchanan County)‏ هي إحدى المقاطعات في ولاية فيرجينيا في الولايات المتحدة الأمريكية.